# Symphlebia rufobasalis
Symphlebia rufobasalis är en fjärilsart som beskrevs av Rothschild 1909. Symphlebia rufobasalis ingår i släktet Symphlebia och familjen björnspinnare. Inga underarter finns listade i Catalogue of Life.